# Rongdzom Tchökyi Zangpo
Rongdzom Tchökyi Zangpo (1012-1088) est un maître tibétain Nyingmapa. Il joua un rôle décisif dans la renaissance de cette lignée après les persécutions du Bouddhisme au Tibet  sous le règne du roi Langdharma (836–842). Il est né au Tsang. Il rassembla presque toutes les transmissions orales des enseignements Dzogchen en particulier celles de Padmasambhava et Vimalamitra. Il écrivit plusieurs textes importants qui seront repris par Longchenpa (1308-1364)  et Jamgon Ju Mipham Gyatso (1846–1912) pour fonder la doctrine Nyingmapa comme Les préceptes sur la vue et la méditation du Dzogchen et L'introduction au système du Mahayoga (en). Il eut de nombreux disciples dont Marpa le maître de Milarépa.
Philippe Cornu déclare :

« Grâce à Rongdzom Tchökyi Zangpo, les lignées  Nyingmapa, éparpillées après la persécution de 842 et la période de confusion politique qui s'ensuivit, furent rassemblées à nouveau et il les dispensa à ses nombreux disciples, constituant la lignée dite du Kham. »